# Parque nacional de Conkouati-Douli
Parque Nacional de Conkouati-Douli (en francés: Parc National de Conkouati-Douli) es un parque nacional costero reconocido por la UNESCO en la República del Congo. Fue creado por el Decreto Presidencial N º 99-136 el 14 de agosto de 1999, cubre un área de 504 950 hectáreas y está ubicado en el Departamento de Kouilou, entre los distritos de Nzambi-Madingo y Kayes en el extremo noroeste del departamento. Se encuentra cerca de las aldeas de Cotovindou y Loulema a lo largo de la frontera entre el Congo y Gabón, en el punto de intersección con la Ruta Nacional 5.